# Andholm Batteri
Andholm Batteri er en tysk kanonstiling fra 1. verdenskrig ved primærrute 24 3,5 kilometer nord for Rødekro.
Batteriet er det eneste af Sikringsstilling Nords svære batterier i der efter 1. verdenskrig ikke blev sprængt i luften af danske ingeniørtropper.
Batteriet er placeret cirka 10. km syd for skyttegravene, der løb lidt syd for Vedsted og Over Jerstal.
På stedet findes 3 bevarede bunkere og et stort hul, hvor der via en jernbane kunne placeres en 24 cm kanon.
Der er parkeringsplads og offentlig adgang til anlægget.
250 m nord for anlægget findes Vendersvold.